# Limbongan
Limbongan is een bestuurslaag in het regentschap Belitung Timur van de provincie Bangka-Belitung, Indonesië. Limbongan telt 1304 inwoners (volkstelling 2010).